# Милстон (Њу Џерзи)
Милстон (енгл. Millstone) град је у америчкој савезној држави Њу Џерзи.

## Демографија
По попису из 2010. године број становника је 418, што је 8 (2,0%) становника више него 2000. године.
| Група             | 2000.       | 2010.       |
| Белци             | 387 (94,4%) | 387 (92,6%) |
| Афроамериканци    | 4 (1,0%)    | 5 (1,2%)    |
| Азијати           | 4 (1,0%)    | 7 (1,7%)    |
| Хиспаноамериканци | 13 (3,2%)   | 15 (3,6%)   |
| Укупно            | 410         | 418         |